# 羅寧 (宣德進士)
羅寧（1402年—？），字士寧，直隸淮安府安東縣人，明朝政治人物。進士出身。

## 生平
河南鄉試第四十七名。宣德五年（1430年）丁丑科會試第四十三名，殿試登進士第二甲第三十二名。

## 家族
曾祖父羅均寶。祖父羅起宗。父亲羅拱，曾任任河南左參議。